# 低空飛行機撃破章
低空飛行機撃破章(ていくうひこうきげきはしょう、ドイツ語: Tieffliegervernichtungsabzeichen)は、ナチス・ドイツの勲章。アドルフ・ヒトラーにより1945年1月12日に制定された。

## 概要
1945年1月13日に国防軍最高司令部が示した授与基準によると、携行可能な小火器(口径12mm以下、軽機関銃など)で低空飛行する航空機を撃墜した者に、1機撃墜で銀章、5機撃墜で金章が授与されることとなっていた。ただし、制定された日付が終戦間際であったため、実際に授与されたかどうかは不明である。
形状は戦車撃破章と同じであり、中央にはIV号戦車ではなく航空機が描かれている。